# Trångforsen
Trångforsen är en fors i  Piteälven och ligger strax nedanför Storforsen, mellan Bredselet och Vidselet. För länge sedan gick havet ända upp till Storforsen och Varjisåns utlopp och bildade en havsvik.